# Morrone del Sannio
Morrone del Sannio là một đô thị ở tỉnh Campobasso trong vùng Molise thuộc nước Ý, có vị trí cách khoảng 20 km về phía đông bắc của Campobasso. Tại thời điểm ngày 31 tháng 12 năm 2004, đô thị này có dân số 721 người và diện tích là 45.6 km².
Morrone del Sannio giáp các đô thị: Campolieto, Casacalenda, Castelbottaccio, Castellino del Biferno, Lucito, Lupara, Provvidenti, Ripabottoni.